# Туле (Південні Сандвічеві острови)
Туле (англ. Thule Island) — невеликий безлюдний острів в архіпелазі Південні Сандвічеві острови в південній частині Атлантичного океану, які входять до складу заморської території Великої Британії Південна Джорджія і Південні Сандвічеві Острови.

## Розташування
Є одним з найпівденніших островів архіпелагу, утворюючи групу Саутерн-Туле, куди входять ще два острови — Кука та Беллінсгаузена. Через свою віддаленість отримав назву на честь легендарного острова Туле, розташованого на думку давньогрецьких географів на краю світу. Інша назва острова — Морелл, на честь американського капітана і дослідника Бенджаміна Морелла. 
Острів має приблизно трикутну форму і має 7 км в довжину і 5 км у ширину. Його площа — 14 км². На сході центральної частини острова знаходиться гора Ларсен (710 м). За 1,3 км на схід від південно-східного краю острова розташована скеля Твітчер.

## Історія
Першим острів побачив Джеймс Кук 31 січня 1775 року при спробі знайти Невідому Південну землю.
25 січня 1955 року Аргентина, щоб відстояти свої домагання на Південні Сандвічеві острови, заснувала річну станцію «Теньєнте Есківель» на південно-східному узбережжі Туле. Однак, вже в січні 1956 року станція була евакуйована через виверження вулкана. У 1976 році Аргентина заснувала на острові військову базу «Корбета Уругвай». База була захоплена британськими військами і остаточно знищена в 1982 році.

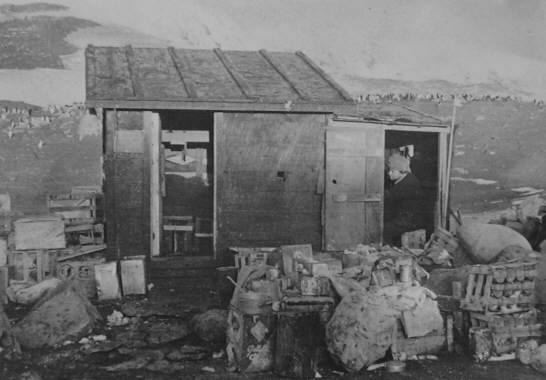
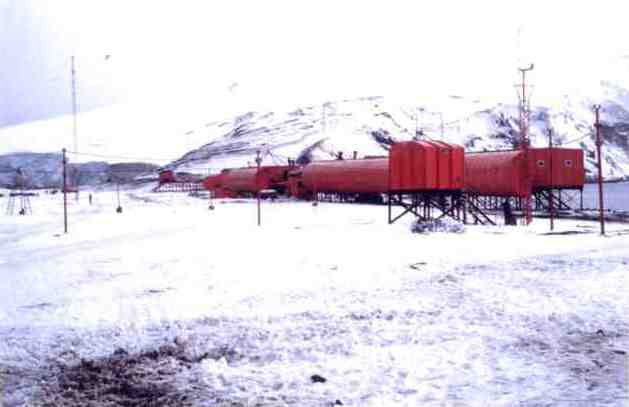